# Ardian Kozniku
Ardian Kozniku (Đakovica, 23 ottobre 1967) è un allenatore di calcio ed ex calciatore croato, di ruolo attaccante.

## Biografia
Nato a Gjakova, in Kosovo, si è trasferito da piccolo con la sua famiglia in Croazia, dove è cresciuto.

## Statistiche

### Cronologia presenze e reti in nazionale
| Cronologia completa delle presenze e delle reti in nazionale ― Croazia | Cronologia completa delle presenze e delle reti in nazionale ― Croazia | Cronologia completa delle presenze e delle reti in nazionale ― Croazia | Cronologia completa delle presenze e delle reti in nazionale ― Croazia | Cronologia completa delle presenze e delle reti in nazionale ― Croazia | Cronologia completa delle presenze e delle reti in nazionale ― Croazia | Cronologia completa delle presenze e delle reti in nazionale ― Croazia | Cronologia completa delle presenze e delle reti in nazionale ― Croazia |
| Data                                                                   | Città                                                                  | In casa                                                                | Risultato                                                              | Ospiti                                                                 | Competizione                                                           | Reti                                                                   | Note                                                                   |
| ---------------------------------------------------------------------- | ---------------------------------------------------------------------- | ---------------------------------------------------------------------- | ---------------------------------------------------------------------- | ---------------------------------------------------------------------- | ---------------------------------------------------------------------- | ---------------------------------------------------------------------- | ---------------------------------------------------------------------- |
| 20-4-1994                                                              | Bratislava                                                             | Slovacchia                                                             | 4 – 1                                                                  | Croazia                                                                | Amichevole                                                             | -                                                                      | 50’                                                                    |
| 9-10-1994                                                              | Zagabria                                                               | Croazia                                                                | 2 – 0                                                                  | Lituania                                                               | Qual. Euro 1996                                                        | 1                                                                      | 83’                                                                    |
| 16-11-1994                                                             | Palermo                                                                | Italia                                                                 | 1 – 2                                                                  | Croazia                                                                | Qual. Euro 1996                                                        | -                                                                      | 93’                                                                    |
| 8-10-1995                                                              | Spalato                                                                | Croazia                                                                | 1 – 1                                                                  | Italia                                                                 | Qual. Euro 1996                                                        | -                                                                      | 51’                                                                    |
| 22-4-1998                                                              | Osijek                                                                 | Croazia                                                                | 4 – 1                                                                  | Polonia                                                                | Amichevole                                                             | -                                                                      | 88’                                                                    |
| 29-5-1998                                                              | Pola                                                                   | Croazia                                                                | 1 – 2                                                                  | Slovacchia                                                             | Amichevole                                                             | -                                                                      | 65’                                                                    |
| 6-6-1998                                                               | Zagabria                                                               | Croazia                                                                | 7 – 0                                                                  | Slovacchia                                                             | Amichevole                                                             | 1                                                                      | 68’                                                                    |
| Totale                                                                 |                                                                        | Presenze                                                               | 7                                                                      |                                                                        | Reti                                                                   | 2                                                                      |                                                                        |

## Palmarès

### Giocatore

#### Club
- Coppa di Jugoslavia: 1

Hajduk Spalato: 1990-1991
- Campionato croato: 4

Hajduk Spalato: 1992, 1993-1994
Dinamo Zagabria: 1998-1999, 1999-2000
- Supercoppa di Croazia: 2

Hajduk Spalato: 1992, 1993,
- Coppa di Croazia: 1

Hajduk Spalato: 1992-1993
- Coppa d'Austria: 1

Kärnten: 2000-2001

#### Individuale
- Capocannoniere del campionato croato: 1

1992 (12 gol)